# Terapia akceptacji i zaangażowania
Terapia akceptacji i zaangażowania (acceptance and commitment therapy, „ACT” w tłumaczeniu na język polski oznaczające „działaj”) – podejście psychoterapeutyczne stworzone przez Stevena C. Hayesa, Kellyego G. Wilsona i Kirka Strosahla. Poprawa funkcjonowania pacjenta zachodzi dzięki temu, że terapia umożliwia mu zaangażowanie się w pełni we własne życie – podjęcie działań zgodnych z wyznawanymi wartościami.

## Charakterystyka
Terapia akceptacji i zaangażowania należy do kontekstualnej nauki o zachowaniu (contextual behavioral science, CBS) – nurtu wywodzącego się z radykalnego behawioryzmu Skinnera. Nadrzędnym celem przyświecającym terapeutom pracującym w tym nurcie jest ulżenie człowiekowi w jego cierpieniu poprzez zastosowanie empirycznie potwierdzonych metod, które w założeniu pozwalają nie tylko opisywać, ale i oddziaływać na zachowania jednostek i grup. Zgodnie z założeniami CBS zachowania (jako zachowanie rozumie się tutaj nie tylko zewnętrzne działania, ale też myśli, emocje czy odczucia w ciele doświadczane przez jednostkę) są nieodłączne od kontekstu (czynników poprzedzających i konsekwencji) i winny być zawsze rozpatrywane poprzez funkcję jaką w danym kontekście pełnią (ujęcie funkcjonalne).
Ponadto, Hayes i współpracownicy wyjaśniają, w jaki sposób procesy werbalne przyczyniają się do rozwoju psychopatologii (Relational Frame Theory, RFT, teoria ram relacyjnych). Jednym z takich zjawisk, jest fuzja poznawcza (cognitive fusion). Gdy znajdujemy się w stanie fuzji poznawczej werbalne funkcje bodźca dominują nad innymi jego funkcjami, kontrolując nasze zachowanie. Innym zjawiskiem przyczyniającym się do powstania psychopatologii są niepomocne, sztywne reguły werbalne (np. jak nie będę wychodzić z domu, to mój lęk się zmniejszy), które prowadzą do działań takich jak unikanie, ucieczka lub próby kontrolowania doświadczeń wewnętrznych (np. uczuć), które pozostają poza naszą kontrolą. Zachowania te określone są mianem unikania doświadczania (experiential avoidance). Paradoksalnie, zachowania związane z próbą uniknięcia niechcianych doświadczeń prowadzą do ich nasilenia, pochłaniają czas i energię a ostatecznie przyczyniają się do zawężenia repertuaru zachowań, uniemożliwiając życie pełne poczucia sensu i celu.

## Podstawowe zasady
Nadrzędnym celem terapeutycznym ACT, jest zwiększenie psychologicznej elastyczności (psychological flexibility) klienta. Psychologiczna elastyczność to zdolność świadomego doświadczania „tu i teraz” oraz działania zgodnie z osobistymi wartościami (niezależnie od tego czy bieżące doświadczenia – myśli, emocje, doznania cielesne są przyjemne czy przykre). Psychologiczna elastyczność jest nie tylko celem terapeutycznym, ale też mediatorem zmiany zachodzącej w terapii oraz podstawą zdrowia psychicznego. Opisywana jest ona za pomocą modelu określonego mianem Hexaflexu, na które składa się sześć procesów. Procesy te można pogrupować do trzech kategorii.
1. Procesy związane z otwarciem się:
  - akceptacja – zgoda na to że rzeczywistość (w tym wewnętrzne doświadczenia np. trudne myśli czy emocje czy doznania cielesne) jest taka, jaka jest, bez prób jej zmiany
  - defuzja poznawcza – spojrzenie na własne myśli z pewnego dystansu i podejmowanie działań, które nie podlegają stuprocentowej kontroli werbalnej
2. Procesy związane z byciem obecnym (świadomym):
  - kontakt z chwilą obecną – bycie obecnym tu i teraz, doświadczanie bodźców za pomocą 5 zmysłów jak i doświadczeń wewnętrznych (myśli, emocji, doznań w ciele)
  - Ja jako kontekst – samoświadomość umożliwiająca spojrzenie z perspektywy na własne doświadczenia
3. Procesy związane z zaangażowaniem się:
  - ustalenie wartości – wybór określonego kierunku w naszym życiu, który nadaje naszym działaniom sens (np. bycie życzliwym)
  - zaangażowane działanie – podejmowanie konkretnych działań zgodnych z wartościami (np. pomoc sąsiadce)

W oparciu o konceptualizację – określenie stopnia, w jakim poszczególne procesy prawidłowo funkcjonują u danej osoby, terapeuta podejmuje określone interwencje w celu pracy nad procesami, które wymagają ćwiczenia a w konsekwencji prowadzą do zwiększenia poziomu psychologicznej elastyczności.
Terapeuta ACT korzysta z wielu technik by oddziaływać na poszczególne procesy i zwiększać poziom elastyczności psychologicznej u klienta. Często stosowanymi technikami są metafory, ćwiczenia mindfulness, techniki doświadczeniowe i oparte na poczuciu humoru.
Przedstawiony model Hexaflexu to tylko jeden ze sposobów konceptualizacji problemów pacjenta w ACT, do innych popularnych metod należy np. Matrix.

## Dowody
Zastosowanie ACT dotyczy szerokiego spektrum problemów psychologicznych (leczenie depresji, zaburzeń lękowych, psychoz, PTSD, zaburzeń odżywiania, uzależnień) jak i psychologicznych konsekwencji problemów zdrowotnych o podłożu somatycznym (np. chroniczny ból, fibromialgia, cukrzyca, epilepsja, szumy uszne) czy samorozwoju (np. w sporcie czy wśród pracowników korporacji). Stosowane jest wobec młodzieży, osób dorosłych oraz osób w podeszłym wieku w formie terapii indywidualnej, grupowej, aplikowanej przez internet lub w formie biblioterapii. Od czasu opublikowania pierwszego podręcznika ACT, jej popularność jak i liczba randomizowanych badań z grupą kontrolną szybko rośnie. Amerykańskie Towarzystwo Psychologiczne umieściło ACT na liście „terapii opartych na dowodach” ("empirically supported treatments") w terapii chronicznego bólu (mocne dowody: dobrze ugruntowane naukowo) oraz depresji, mieszanych zaburzeń lękowych, OCD oraz psychozy (skromne dowody: metoda prawdopodobnie skuteczna). Ocena dokonywana była według zaleceń Chambless i Hollon (1998). Obecnie trwa ewaluacja według zaleceń Tolin i in. (2015).

## Krytyka
Mimo popularności i coraz większej liczby badań nad ACT, niektórzy badacze wskazują na słabość dowodów świadczących o skuteczności metody. Öst (2014) wskazuje, że większość badań cechuje się niedociągnięciami metodologicznymi (m.in. zbyt małe grupy, mała ilość terapeutów, brak porównań do grupy placebo, niepewne metody diagnostyczne). Nie ma wielu badań o wysokiej jakości metodologicznej dotyczących konkretnych zaburzeń. Przykładowo, meta-analiza  A-Tjak i in. (2015) wykazała efektywność ACT ponad efekt placebo, ale do analizy weszło pięć badań nad bardzo różnymi zaburzeniami: (szum w uszach > placebo) + (epilepsja lekooporna > placebo) + (psychozy = placebo) + (chroniczny ból > placebo) + (zaburzenie obsesyjno-kompulsyjne ? placebo). Öst (2014) podsumowuje, że najmocniejsze dowody  przemawiają za ACT przy chronicznym bólu i szumach usznych, a możliwe, że terapia jest skuteczna przy: depresji, psychozach, ZOK, lęku, uzależnieniach od narkotyków i redukowaniu stresu w pracy. Hacker, Stone i MacBeth (2016) konkludują, że jeśli chodzi o redukcję symptomów depresyjnych i lękowych, to metoda jest efektywna w porównaniu do braku leczenia, ale nie bardziej skuteczna od innych, które są dedykowane danym zaburzeniom.

## Pokrewne terapie
Terapia akceptacji i zaangażowania należy do nurtu tzw. trzeciej fali terapii behawioralnych wraz z takimi kierunkami psychoterapeutycznymi jak dialektyczna terapia behawioralna (Dialectical Behavior Therapy, DBT), psychoterapia oparta na analizie funkcjonalnej, Functional Analytic Psychotherapy, FAP), czy terapia poznawcza oparta na uważności (Mindfulness-Based Cognitive Therapy, MBCT).

## Organizacje
Główną organizacją zrzeszającą specjalistów zajmujących się terapią akceptacji i zaangażowania jest Association for Contextual Behavioral Science.